# Philosophie in der DDR
Bis 1990 lehrten circa 30 Universitätsprofessoren Philosophie in der DDR. Schätzungen besagen, dass es zusammen mit den Assistenten rund 150 Personen waren, die in der Deutschen Demokratischen Republik als akademische Lehrer der Philosophie tätig waren, die meisten von ihnen im Zentralinstitut für Philosophie der Akademie der Wissenschaften der DDR.
Es gab Philosophiehistoriker für Antike, Mittelalter, Neuzeit und Moderne, wobei die Moderne unter der Überschrift „bürgerliche Philosophie“ behandelt wurde und die zeitgenössische westliche Philosophie unter der Überschrift „spätbürgerliche Philosophie“.
Die bekannten philosophischen Disziplinen waren in der ganzen Breite vertreten. Je nach den Interessen der Lehrstuhlinhaber gab es Schwerpunkte bei Erkenntnistheorie oder Wissenschaftstheorie ebenso wie bei ethischen oder sozialen Fragen. An einigen Universitäten gab es das Phänomen der Bildung von „Schulen“ um einzelne Lehrstühle herum.

## Marxismus-Leninismus als Staatsideologie
In der DDR war der Marxismus-Leninismus Staatsideologie. Da es im Marxismus-Leninismus zu einer großen Zahl an philosophischen Grundfragen festgelegte Auffassungen gibt (z. B. Determinismus statt Willensfreiheit, Materialismus statt Idealismus), bewegten sich alle in der DDR-Philosophie Lehrenden in einem fest abgesteckten Rahmen.
Die Vorgaben des Staates sahen vor, dass jeder DDR-Philosoph sich als Marxist-Leninist zu sehen hatte, und philosophische Forschung musste sich an den vorgegebenen Leitlinien orientieren. Alfred Kosing berichtet, dass diese Festlegung verbindlicher Schemata, Strukturen oder Standpunkte durch politische Autoritäten und Gremien in der marxistischen Philosophie zum Dogmatismus führte. Obwohl man ständig zum wissenschaftlichen Meinungsstreit aufrief sei keiner zustande gekommen. Die Vermengung von Politik und Philosophie führte zu denunzatorischen Verdächtigungen und politischen Verurteilungen, so dass sich niemand traute, abweichende Meinungen zu äußern. Er erlebte am eigenen Leibe wie jemand, dem er im guten Glauben seine kritische Haltung gegenüber der offiziellen Meinung anvertraute, sorgfältig Buch über alle seine Äußerungen führte. Auf einer Tagung sei dieser wie ein Kettenhund auf ihn losgegangen und las aus dem Buch vor was er irgendwann gesagt hatte, um ihn als „Parteifeind“ zu entlarven. Kosing stürmte jedoch nach der Tagung zum Präsidium seines Instituts und brüllte mit seiner lautesten Stimme „Das ist hier kein wissenschaftliches Institut, sondern ein Irrenhaus!“ und drohte mit Kündigung und einen Bericht an Walter Ulbricht und konnte sich so und durch Rückendeckung, die von seinen Kollegen beneidete Situation erkämpfen, seine Meinung fortan offen zu vertreten.

## Ost-West-Austausch der Philosophen
Vor 1990 gab es sehr wenig Austausch zwischen Philosophen der Bundesrepublik und der DDR. Es herrschte das Gefühl vor, nicht dieselbe Sprache zu sprechen, und der Umstand, dass nur besonders privilegierte DDR-Akademiker die Möglichkeit bekamen, an Tagungen im Westen teilzunehmen, wirkte als ein zusätzliches Hindernis. Im Westen interessierte man sich zumeist nur wenig für die Philosophen der DDR. Es gab jedoch unter den DDR-Philosophen einige Wissenschaftstheoretiker und Philosophiehistoriker, die auch im Westen bekannt wurden.

## Wichtige Werkausgaben und Schriften
In der DDR wurden Werkausgaben zu den Texten von Aristoteles, Leibniz, Feuerbach, Hess und die Marx-Engels-Gesamtausgabe herausgegeben. Unter den weiteren Arbeiten, die im Rahmen der DDR-Philosophie entstanden, werden üblicherweise diese besonders hervorgehoben:
- Ernst Bloch: Das Prinzip Hoffnung (im US-amerikanischen Exil zwischen 1938 und 1947 geschrieben, in den 1950ern der DDR veröffentlicht)
- Arbeiten von Georg Klaus
- Die Alternative von Rudolf Bahro
- Philosophenlexikon (Hrsg. Dietrich Alexander und Erhard Lange)
- Jenaer Klassik-Seminare 1977 bis 1990, Erhard Lange u. a.
- Peter Ruben: Arbeiten zum Verhältnis von Wissenschaft und Philosophie[2]
- Helmut Seidel: Bücher und Artikel zur Geschichte der Philosophie
- Martina Thom: Bücher und Artikel zur Geschichte der Philosophie, insbesondere zu Immanuel Kant und Moses Mendelssohn
- Gerd Irrlitz: Studien über den Ursprung der Moral und über die pantheistische Linie in der Geschichte der Philosophie
- Die späten Arbeiten Wolfgang Heises zu Hölderlin und zur Ästhetik des deutschen Idealismus
- Wolfgang Harich: Kritik der Nietzsche-Rezeption

## Abwicklung von Institutionen ab 1990
Auf der Grundlage des Einigungsvertrags wurden die Institutionen der DDR-Philosophie in den Jahren 1990 bis 1993 umgebaut oder abgeschafft. Die Zuständigkeit für den Umbau lag in den Händen der Landesregierungen. Man richtete Evaluierungs-, Gründungs- und Berufungskommissionen ein, in denen westdeutsche Professoren die Mehrheit hatten. Daneben gab es auch Ehren- und Personalkommissionen, die ausschließlich mit ehemaligen DDR-Bürgern besetzt waren. 
Infolgedessen verloren nahezu alle Personen, die zuvor die DDR-Philosophie ausgemacht hatten, ihren Arbeitsplatz, ausgenommen Gerd Irrlitz, Philosophieprofessor aus Berlin, der eine Stelle erhielt, die seiner früheren Position entsprach. Dasselbe galt für einige Logiker. Das Berliner Zentralinstitut für Philosophie wurde ganz aufgelöst.